# Samar Amir Ibrahim Hamza
Samar Amir Ibrahim Hamza (arab.  وسمر عامر إبراهيم; ur. 4 kwietnia 1995) – egipska zapaśniczka walcząca w stylu wolnym. Dwukrotna olimpijka. Zajęła dwunaste miejsce w Rio de Janeiro 2016 w kategorii 75 kg i dziesiąte w Tokio 2020 w kategorii 76 kg.

## Kariera sportowa
Srebrna medalistka mistrzostw świata w 2022 i brązowa w 2021; piąta w 2018 roku. 
Trzecia na igrzyskach afrykańskich w 2019 i 2023. Zdobyła złoty medal na mistrzostwach Afryki w 2016, 2018, 2019, 2020, 2022 i 2023. Trzecia na igrzyskach śródziemnomorskich w 2018 i 2022. Mistrzyni śródziemnomorska w 2018. Dwunasta na igrzyskach wojskowych w 2019. Mistrzyni Afryki juniorów w 2014 i 2015 roku.